# Béthincourt
 Béthincourt  es una población y comuna francesa, en la región de Lorena, departamento de Mosa, en el Distrito de Verdún y cantón de Charny-sur-Meuse.

## Demografía
| 88 | 58 | 39 | 34 | 25 | 35 |
| Para los censos de 1962 a 1999 la población legal corresponde a la población sin duplicidades (Fuente: INSEE [Consultar]) |    |    |    |    |    |